# Адольф Менжу
Адольф Джин Менжу (англ. Adolphe Jean Menjou; 18 лютого 1890 — 29 листопада 1963) — американський актор, номінант на премію «Оскар».

## Життєпис
Адольф Менжу народився 18 лютого 1890 року у Піттсбурзі, штат Пенсильванія, в сім'ї француза Альберта Менжу, яка емігрувала в США, і ірландки Нори Джойс, далекої родички письменника Джеймса Джойса. Разом з Адольфом ріс його брат Генрі (1891—1956), який також став актором. У сім'ї розмовляли англійською та французькою мовами, пізніше Адольф вивчав російську, італійську, іспанську та німецьку мови. В 1897 році вся сім'я переїхала в Клівленд, штат Огайо.
Менжу навчався у Військовій академії в Калвері, а закінчив Корнелльський університет з дипломом інженера. Через кілька років. В 1916 році відбувся дебют Адольфа на сцені водевільного театру. Тоді ж актор вперше зіграв у кіно, зігравши епізодичну роль у фільмі «Таємниця блакитного конверта». Під час Першої світової війни Менжу дослужився до звання капітана.
Повернувшись з фронту, актор стає зіркою після виходу фільмів «Шейх» і «Три мушкетери», в яких він зіграв святого Рауля Х'юберта і Людовика XIII відповідно. У 1923 році, після виконання ролі П'єра Ревеля у фільмі «Парижанка», Менжу дев'ять разів поспіль удостоювався звання «Найстильніший чоловік Америки».
З приходом звукового кіно кар'єра Менжу пішла на спад, два роки актор не знімався в кіно. Лише в 1931 році до Менжу повернулася колишня слава: він був номінований на престижну премію «Оскар» за роль Волтера Бернса у фільмі «Перша шпальта», але програв Лайонелу Беррімору.
У 1947 році Адольф Менжу співпрацював з Комісією по розслідуванню антиамериканської діяльності та допомагав їм у полюванні на комуністів у Голлівуді. Актор навіть очолив Співтовариство кінематографістів, які борються за збереження американських ідеалів, яке довгий час протистояло комуністам. У числі інших членів співтовариства були Джон Вейн, Барбара Стенвік і Роберт Тейлор.
Через боротьбу з комуністами Адольф Менжу нажив собі багато ворогів, актора майже перестали знімати в кіно. Останніми ролями Менжу були генерал Жорж Брулар в «Шляхи слави» і містер Пендергаст в «Полліанна».
Адольф Менжу помер від гепатиту 29 жовтня 1963 року у Беверлі-Гіллз, штат Каліфорнія. Похований 1 листопада на кладовищі «Hollywood Forever». Актор посмертно удостоєний іменної зірки на Голлівудській «Алеї
слави».

## Вибрана фільмографія
- 1917: Метелик / The Moth — чоловік
- 1920: Що сталося з Розою / What Happened to Rosa — репортер, друг лікаря
- 1921: Шейх / The Sheik — доктор Рауль де Сент-Юбер
- 1921: Три мушкетери / The Three Musketeers — Людовик XIII
- 1922: Вверх ногами / Head Over Heels — Стерлінг
- 1922: Вічний вогонь / The Eternal Flame — герцог Ланже
- 1923: Парижанка / A Woman of Paris: A Drama of Fate — Пьер Ревель
- 1923: Руперт з Гентзау / Rupert of Hentzau — граф Рішенхайм
- 1923: Іспанська танцівниця / The Spanish Dancer — Дон Саллюсте
- 1924: Зламані бар'єри / Broken Barriers — Томмі Кемп
- 1924: Заборонений рай / Forbidden Paradise — канцлер
- 1924: Грішники в шовках / Sinners in Silk — Артур Меррілл
- 1924: Бродвей після настання темряви / Broadway After Dark — Ральф Нортон
- 1930: Марокко / Morocco — Пан Ла Бесс
- 1931: Найпростіший спосіб / The Easiest Way — Вільям Броктон
- 1931: Перша шпальта / The Front Page — Волтер Бернс
- 1932: Прощавай, зброє! / A Farewell to Arms
- 1934: Могутній Барнум / The Mighty Barnum — Бейлі Волш
- 1936: Молочний шлях / The Milky Way — Геббі Слоан
- 1937: Народження зірки / A Star Is Born — Олівер Нілс
- 1943: Мила Розі О'Грейді / Sweet Rosie O'Grady — Том Моран
- 1952: Снайпер / The Sniper — лейтенант поліції Франк Кафка
- 1957: Шляхи слави / Paths Of Glory — генерал Жорж Брулар